# Stadio Guido e Sarmiento
Lo Stadio Guido e Sarmiento (in spagnolo Estadio Guido y Sarmiento) è stato uno stadio calcistico di Quilmes, in Argentina. Come la maggior parte degli stadi dell'epoca, prendeva il nome dalle strade in cui era situato.

## Storia
Il Quilmes giocò all'Estadio Guido y Sarmiento almeno dal 1916; L'impianto era di proprietà del club ed era situato al lato della sua sede. Il Quilmes giocò svariati tornei di massima serie nello stadio, tra cui il primo campionato professionistico argentino, la Primera División organizzata dalla Liga Argentina de Football nel 1931. L'utilizzo proseguì fino ai primi anni 1990, e fu poi deciso di smantellarlo e di costruire un nuovo impianto; parte dei materiali ottenuti dalla demolizione furono impiegati per la costruzione dell'Estadio José Luis Meiszner. Nel terreno in cui si trovava lo stadio Guido y Sarmiento è stato edificato un complesso residenziale.